# Pfersfeld

Familienwappen nach Siebmacher

Die Familie von Pfersfeld oder auch die Pfersfelder waren ein fränkisches Adelsgeschlecht.

## Geschichte
Die Pfersfelder sind wahrscheinlich als Linie aus der Familie der Groß von Trockau hervorgegangen, die Wappen stimmen weitgehend überein. Eine Stammesverwandtschaft liegt damit auch mit der Familie der Lochner vor. Hartung Pfersfelder war Abt von Kloster Sankt Emmeram (1452–1458), Dorothea Pfersfelder Äbtissin von Kloster Sonnefeld (1503–1515). Ursula Pfersfelder war 1565 bis 1583 Äbtissin des Klosters Niederschönenfeld.

## Wappen
Der Schild ist gespalten von Silber und Blau und trägt einen roten Balken. Auf dem Helm mit befinden sich zwei Büffelhörnern mit Reiherfedern. Die Helmdecken sind silber und rot.